# Boophis tephraeomystax
Boophis tephraeomystax es una especie de anfibios de la familia Mantellidae.
Es endémica de Madagascar y algunas islas adyacentes del noroeste; los avistamientos en Mayotte podrían ser de otra especie no descrita.
Su hábitat natural incluye bosques tropicales o subtropicales secos, subtropical or tropical moist lowland forests, sabanas secas, zonas de arbustos tropicales o subtropicales, ríos, marismas intermitentes de agua dulce, tierra arable, áreas urbanas, zonas previamente boscosas ahora muy degradadas y tierras agrícolas inundadas en algunas estaciones.